# آرثر إيميت
آرثر إيميت (1869 - 1935)  (بالإنجليزية: Arthur Emmett)‏ هو لاعب كريكت بريطاني (وحمل سابقاً جنسية المملكة المتحدة لبريطانيا العظمى وأيرلندا). شارك مع منتخب إنجلترا للكريكت.